# Nati nel 1946/Luglio
| Questa pagina contiene informazioni ricavate automaticamente dalle voci biografiche con l'ausilio del template Bio e di un bot. L'aggiornamento è periodico e automatico e ricostruisce completamente la pagina. Se manca una persona in questa lista, sei pregato di non aggiungerla, ma accertati piuttosto che la sua voce biografica contenga il template Bio e che i dati anagrafici siano correttamente compilati. Se il template Bio manca, inseriscilo tu stesso o, in alternativa, metti l'avviso {{tmp\|Bio}} che ne segnala la mancanza. Se i dati riportati sono sbagliati, correggi direttamente la voce biografica; le modifiche saranno visibili in questa lista entro pochi giorni. Per chiarimenti vedi il progetto biografie. La lista contiene solo le 291 persone che sono citate nell'enciclopedia e per le quali è stato implementato correttamente il template Bio. Pagina aggiornata al 10 ago 2025. |

- 1º luglio - Stefan Aust, giornalista tedesco
- 1º luglio - Floris Cohen, storico della scienza olandese
- 1º luglio - Angioletta Coradini, astrofisica italiana († 2011)
- 1º luglio - Eugenio Fizzotti, presbitero italiano († 2018)
- 1º luglio - Mireya Moscoso, politica panamense
- 1º luglio - Slobodan Santrač, allenatore di calcio e calciatore serbo († 2016)
- 1º luglio - Erkki Tuomioja, politico finlandese
- 1º luglio - Alceu Valença, cantante, compositore e attore brasiliano
- 2 luglio - Richard Axel, medico statunitense
- 2 luglio - Ricky Bruch, discobolo, pesista e attore svedese († 2011)
- 2 luglio - Cesare Cadeo, giornalista, conduttore televisivo e politico italiano († 2019)
- 2 luglio - Jean-Luc Darbellay, compositore, direttore d'orchestra e clarinettista svizzero
- 2 luglio - Carl Dickel, allenatore di pallacanestro neozelandese
- 2 luglio - Zbigniew Kiernikowski, vescovo cattolico polacco
- 2 luglio - Dionisij Ljachovič, vescovo cattolico ucraino
- 2 luglio - Giorgio Montefoschi, scrittore, critico letterario e traduttore italiano
- 2 luglio - Rich Niemann, ex cestista statunitense
- 2 luglio - Peter Popoff, predicatore e personaggio televisivo tedesco
- 2 luglio - Fausto Rossano, medico, psichiatra e psicanalista italiano († 2012)
- 2 luglio - Ron Silver, attore e regista statunitense († 2009)
- 2 luglio - Maurizio Zurla, artista italiano († 2021)
- 3 luglio - Armando Bucciol, vescovo cattolico e missionario italiano
- 3 luglio - Michele Castelli, linguista e scrittore italiano
- 3 luglio - Manny Fernandez, giocatore di football americano statunitense
- 3 luglio - John Klemmer, sassofonista, compositore e paroliere statunitense
- 3 luglio - Jean-Luc Marion, filosofo e storico della filosofia francese
- 3 luglio - Leszek Miller, politico polacco
- 3 luglio - Carlos Alberto Riccelli, attore e regista brasiliano
- 3 luglio - Mario Rossi, fumettista italiano
- 3 luglio - Nello Santin, allenatore di calcio e ex calciatore italiano
- 3 luglio - Carlo Sartori, autore televisivo, dirigente d'azienda e critico televisivo italiano († 2012)
- 3 luglio - Michael Shea, scrittore statunitense († 2014)
- 3 luglio - Geoffrey Simon, direttore d'orchestra australiano
- 3 luglio - Charles Tassin, ex cestista e allenatore di pallacanestro francese
- 3 luglio - Luciano Vandelli, giurista italiano († 2019)
- 3 luglio - Bolo Yeung, attore e artista marziale cinese
- 4 luglio - Riccardo Berti, giornalista italiano († 2010)
- 4 luglio - Giovanni Brusatori, attore, doppiatore e dialoghista italiano
- 4 luglio - Jürg Fröhlich, fisico e matematico svizzero
- 4 luglio - Pearly Gates, cantante statunitense
- 4 luglio - Livio Horrakh, autore di fantascienza italiano
- 4 luglio - Ron Kovic, scrittore, attivista e ex militare statunitense
- 4 luglio - Gian Franco Lami, filosofo italiano († 2011)
- 4 luglio - Uroš Marović, pallanuotista jugoslavo († 2014)
- 4 luglio - Michael Milken, statunitense
- 4 luglio - Ed O'Ross, attore statunitense
- 4 luglio - Deki Yangzom Wangchuck, principessa bhutanese
- 5 luglio - Giuseppe Furino, ex calciatore e dirigente sportivo italiano
- 5 luglio - Daniela Hodrová, scrittrice e critica letteraria ceca († 2024)
- 5 luglio - Gerardus 't Hooft, fisico olandese
- 5 luglio - Arthur Horsfield, ex calciatore inglese
- 5 luglio - Gerd Lüdemann, teologo tedesco († 2021)
- 5 luglio - Ram Vilas Paswan, politico indiano († 2020)
- 5 luglio - Paul Smith, stilista britannico
- 5 luglio - Alfredo Valentini, ex tiratore a volo sammarinese
- 6 luglio - George W. Bush, politico, imprenditore e ex militare statunitense
- 6 luglio - Fred Dryer, ex giocatore di football americano, attore e produttore cinematografico statunitense
- 6 luglio - Tony Field, ex calciatore inglese
- 6 luglio - Gloriana, cantante, attrice e conduttrice televisiva italiana
- 6 luglio - Gina Hathorn, ex sciatrice alpina britannica
- 6 luglio - Paul Jesson, attore britannico
- 6 luglio - Freddie Mwila, ex calciatore e allenatore di calcio zambiano
- 6 luglio - Toquinho, chitarrista, cantante e compositore brasiliano
- 6 luglio - Per Pettersen, allenatore di calcio e ex calciatore norvegese
- 6 luglio - Flavia Piccoli Nardelli, politica italiana
- 6 luglio - Peter Singer, filosofo e saggista australiano
- 6 luglio - Sylvester Stallone, attore, sceneggiatore e regista statunitense
- 6 luglio - Siro Zanella, politico italiano
- 7 luglio - Inga Abel, attrice tedesca († 2000)
- 7 luglio - Michele Amorena, politico italiano († 1999)
- 7 luglio - Giulio Boldrini, ex calciatore italiano
- 7 luglio - Fancy, cantante, compositore e produttore discografico tedesco
- 7 luglio - Richard Gelles, sociologo e scrittore statunitense († 2020)
- 7 luglio - Claudio Merlo, ex calciatore e allenatore di calcio italiano
- 7 luglio - Tadeusz Nowicki, allenatore di tennis e ex tennista polacco
- 7 luglio - Joe Spano, attore statunitense
- 7 luglio - Michel Virlogeux, ingegnere e progettista francese
- 8 luglio - Daniela Beneck, ex nuotatrice italiana
- 8 luglio - Jay Chattaway, compositore statunitense
- 8 luglio - Cynthia Gregory, ex ballerina statunitense
- 8 luglio - Attilio Schneck, politico italiano
- 9 luglio - Giuseppe Crippa, politico italiano
- 9 luglio - Alida Ferrarini, soprano italiano († 2013)
- 9 luglio - Andrea Mantelli, fumettista, scrittore e editore italiano
- 9 luglio - John Michael Miller, arcivescovo cattolico canadese
- 9 luglio - Mitch Mitchell, batterista inglese († 2008)
- 9 luglio - Romolo Nottaris, alpinista e esploratore svizzero
- 9 luglio - Bon Scott, cantautore britannico († 1980)
- 9 luglio - Angela Similea, cantante e attrice rumena
- 10 luglio - Juan Amat, hockeista su prato spagnolo († 2022)
- 10 luglio - Roberto Cordeschi, filosofo italiano († 2014)
- 10 luglio - Alain Durand, ex cestista francese
- 10 luglio - Jean-Pierre Jarier, pilota di Formula 1 francese
- 10 luglio - Henryk Kasperczak, ex calciatore e allenatore di calcio polacco
- 10 luglio - Jadwiga Korbasińska, cestista polacca († 2014)
- 10 luglio - Sue Lyon, attrice statunitense († 2019)
- 10 luglio - Bo Petersson, allenatore di calcio e ex calciatore svedese
- 10 luglio - Max Rieger, ex sciatore alpino tedesco
- 10 luglio - Carsten Stroud, scrittore e giornalista canadese
- 10 luglio - Regina Thoss, cantante e conduttrice radiofonica tedesca
- 10 luglio - Martin van Bruinessen, sociologo, antropologo e orientalista olandese
- 11 luglio - Sarah Blaffer Hrdy, antropologa e psicologa statunitense
- 11 luglio - Patrice Caratini, contrabbassista, compositore e direttore d'orchestra francese
- 11 luglio - Dick Cunningham, ex cestista statunitense
- 11 luglio - Rino Foschi, dirigente sportivo italiano
- 11 luglio - Takashi Ishii, regista, sceneggiatore e fumettista giapponese († 2022)
- 11 luglio - Chris Killip, fotografo britannico († 2020)
- 11 luglio - John Lawton, cantante britannico († 2021)
- 11 luglio - Ed Markey, politico statunitense
- 11 luglio - Mario Romersi, ex pugile italiano
- 11 luglio - Vito Russo, scrittore, attivista e storico del cinema statunitense († 1990)
- 11 luglio - Beverly Todd, attrice statunitense
- 11 luglio - Jack Wrangler, attore pornografico e attore teatrale statunitense († 2009)
- 12 luglio - Sian Barbara Allen, attrice statunitense († 2025)
- 12 luglio - Mario Baruzzi, pugile italiano († 2020)
- 12 luglio - Roberto Castelli, politico e ingegnere italiano
- 12 luglio - Everett De Roche, sceneggiatore statunitense († 2014)
- 12 luglio - Robert Fisk, giornalista britannico († 2020)
- 12 luglio - Angelo Groppelli, ex pesista italiano
- 12 luglio - Ernesto Mahieux, attore italiano
- 12 luglio - Carlo Perrin, politico italiano
- 12 luglio - Bernardino Ragni, zoologo e biologo italiano († 2018)
- 12 luglio - Charles R. Saunders, scrittore e giornalista statunitense († 2020)
- 12 luglio - Valentina Tolkunova, cantante russa († 2010)
- 13 luglio - Gonzalo Aja, ex ciclista su strada spagnolo
- 13 luglio - Pierre-Yves Artaud, flautista francese
- 13 luglio - João Bosco, cantante, compositore e chitarrista brasiliano
- 13 luglio - Robert Caswell, sceneggiatore e produttore cinematografico australiano († 2006)
- 13 luglio - Carlo Ferrari, pittore italiano
- 13 luglio - Bob Kauffman, cestista, allenatore di pallacanestro e dirigente sportivo statunitense († 2015)
- 13 luglio - Stu Lantz, ex cestista statunitense
- 13 luglio - Cheech Marin, attore, comico e cabarettista statunitense
- 13 luglio - Oscar Orefici, giornalista, scrittore e autore televisivo italiano († 2014)
- 13 luglio - Santino Rocchetti, cantautore italiano
- 14 luglio - Laura Alvini, clavicembalista e pianista italiana († 2005)
- 14 luglio - Vladimir Belousov, ex saltatore con gli sci sovietico
- 14 luglio - Luciano Capicchioni, procuratore sportivo e dirigente sportivo sammarinese († 2021)
- 14 luglio - Vincent Pastore, attore statunitense
- 14 luglio - Bernd Michael Rode, chimico austriaco († 2022)
- 14 luglio - Juliaan Vanzeebroeck, pilota motociclistico belga
- 15 luglio - Hassanal Bolkiah, sultano bruneiano
- 15 luglio - Pietro Di Muccio, politico e saggista italiano
- 15 luglio - Dieter Herzog, ex calciatore tedesco occidentale
- 15 luglio - Achim Mentzel, cantante e conduttore televisivo tedesco († 2016)
- 15 luglio - Joseph Miró, politico statunitense
- 15 luglio - Nando Paduano, cantante italiano († 2015)
- 15 luglio - Natal'ja Pečënkina, ex velocista sovietica
- 15 luglio - Andy Pyle, bassista britannico
- 15 luglio - Linda Ronstadt, cantante, compositrice e attrice statunitense
- 15 luglio - Laura Rossouw, ex tennista sudafricana
- 15 luglio - Andreej Zuczkowski, ex calciatore italiano
- 16 luglio - Monica Aspelund, cantante finlandese
- 16 luglio - Vladimir Astapovskij, calciatore sovietico († 2012)
- 16 luglio - Valerio Caprara, critico cinematografico italiano
- 16 luglio - José Claramunt, ex calciatore spagnolo
- 16 luglio - Toshio Furukawa, attore e doppiatore giapponese
- 16 luglio - Dave Goelz, designer e attore statunitense
- 16 luglio - Jackie Graham, ex calciatore e allenatore di calcio scozzese
- 16 luglio - John Hollins, calciatore e allenatore di calcio inglese († 2023)
- 16 luglio - Richard LeParmentier, attore statunitense († 2013)
- 16 luglio - Barbara Lee, politica statunitense
- 16 luglio - Giovanni Monchiero, politico italiano
- 16 luglio - Barry Watling, ex calciatore inglese
- 16 luglio - Ron Yary, ex giocatore di football americano statunitense
- 17 luglio - Bob Allen, ex cestista statunitense
- 17 luglio - Alun Armstrong, attore britannico
- 17 luglio - Ellade Bandini, batterista italiano
- 17 luglio - Giannalberto Bendazzi, storico del cinema e giornalista italiano († 2021)
- 17 luglio - José Catieau, ciclista su strada francese († 2023)
- 17 luglio - Anacleto Cordeiro Gonçalves de Oliveira, vescovo cattolico portoghese († 2020)
- 17 luglio - Peter Cormack, calciatore e allenatore di calcio scozzese († 2024)
- 17 luglio - Eric Leman, ex ciclista su strada belga
- 17 luglio - Bob Warren, cestista statunitense († 2014)
- 18 luglio - Michael Czerny, cardinale, arcivescovo cattolico e gesuita canadese
- 18 luglio - Sándor Holczreiter, sollevatore ungherese († 1999)
- 18 luglio - Josef Horešovský, ex hockeista su ghiaccio ceco
- 18 luglio - Dianne McIntyre, ballerina, coreografa e insegnante statunitense
- 18 luglio - Jacques Novi, allenatore di calcio e ex calciatore francese
- 19 luglio - Peter Greco, ex calciatore italiano
- 19 luglio - Fernando José Monteiro Guimarães, arcivescovo cattolico brasiliano
- 19 luglio - Ilie Năstase, ex tennista e politico rumeno
- 19 luglio - Ian Schrager, imprenditore statunitense
- 19 luglio - Franca Stoppi, attrice italiana († 2011)
- 19 luglio - Christoph Theobald, presbitero e teologo francese
- 20 luglio - Tony Barone, allenatore di pallacanestro e dirigente sportivo statunitense († 2019)
- 20 luglio - Mack Daughtry, cestista statunitense († 2024)
- 20 luglio - Ali Jabbari, ex calciatore iraniano
- 20 luglio - Randal Kleiser, regista statunitense
- 20 luglio - Htin Kyaw, politico e economista birmano
- 20 luglio - Vladimir Vikulov, hockeista su ghiaccio sovietico († 2013)
- 20 luglio - César Vittorelli, cestista peruviano († 2023)
- 21 luglio - Domingo Cavallo, economista e politico argentino
- 21 luglio - Mel Damski, regista e produttore televisivo statunitense
- 21 luglio - Zbigniew Kaczmarek, sollevatore polacco († 2023)
- 21 luglio - Anne Libert, attrice belga
- 21 luglio - Gianni Monduzzi, scrittore, giornalista e editore italiano
- 21 luglio - Alberto Poletti, ex calciatore argentino
- 21 luglio - Ken Starr, avvocato e magistrato statunitense († 2022)
- 21 luglio - Jüri Tarmak, altista sovietico († 2022)
- 21 luglio - John Taylor, ex rugbista a 15 gallese
- 22 luglio - Giovanni Ardemagni, allenatore di calcio e ex calciatore italiano
- 22 luglio - Maurizio Bianconi, politico italiano
- 22 luglio - Danny Glover, attore e attivista statunitense
- 22 luglio - Dante Maiani, allenatore di calcio e ex calciatore sammarinese
- 22 luglio - Mireille Mathieu, cantante francese
- 22 luglio - Turlough O'Connor, allenatore di calcio e ex calciatore irlandese
- 22 luglio - Petre Roman, politico, ingegnere e docente rumeno
- 22 luglio - Paul Schrader, regista, sceneggiatore e critico cinematografico statunitense
- 22 luglio - Jacques Sylla, politico malgascio († 2009)
- 22 luglio - Johnson Toribiong, politico palauano
- 22 luglio - Francesco Zuddas, politico italiano († 2011)
- 23 luglio - José Agustín Aranzábal, calciatore spagnolo († 2020)
- 23 luglio - Edoardo Bennato, cantautore e polistrumentista italiano
- 23 luglio - Rino Bizzarro, scrittore, regista e attore italiano
- 23 luglio - Giovanni Brizzi, storico italiano
- 23 luglio - Roberto Frizzo, chitarrista e musicista italiano
- 23 luglio - Timothy V. Johnson, politico statunitense († 2022)
- 23 luglio - Aleksandr Kajdanovskij, attore e regista sovietico († 1995)
- 23 luglio - Andy Mackay, sassofonista, oboista e compositore britannico
- 23 luglio - Stephen Mitchell, psicoanalista statunitense († 2000)
- 23 luglio - Arvid Noe, marinaio norvegese († 1976)
- 23 luglio - Aydın Örs, ex cestista e allenatore di pallacanestro turco
- 23 luglio - Apolinar Paniagua, ex calciatore paraguaiano
- 24 luglio - Rosario De Matteis, politico italiano
- 24 luglio - Gallagher, comico e doppiatore statunitense († 2022)
- 24 luglio - Michael Krause, hockeista su prato tedesco († 2024)
- 24 luglio - Andreas Kunz, combinatista nordico tedesco († 2022)
- 24 luglio - Al Lowe, informatico e musicista statunitense
- 24 luglio - Serge Maury, ex velista francese
- 24 luglio - Hervé Vilard, cantante francese
- 25 luglio - Ion Alexe, ex pugile rumeno
- 25 luglio - José Chepito Areas, percussionista nicaraguense
- 25 luglio - Mario Armano, bobbista italiano
- 25 luglio - Rita Marley, cantante giamaicana
- 25 luglio - Mykola Pinčuk, ex calciatore sovietico
- 25 luglio - Óscar Valdez, calciatore argentino († 2025)
- 25 luglio - Jan Werner, velocista polacco († 2014)
- 25 luglio - Michel Yachvili, ex rugbista a 15 e allenatore di rugby a 15 francese
- 26 luglio - Mike Davis, ex cestista statunitense
- 26 luglio - Tibor Fábián, calciatore ungherese († 2006)
- 26 luglio - Valentin Gavrilov, altista sovietico († 2003)
- 26 luglio - Giacomo Giacobini, anatomista italiano
- 26 luglio - Erwin Huber, politico tedesco
- 26 luglio - Willie McCarter, cestista e allenatore di pallacanestro statunitense († 2023)
- 26 luglio - Susan Stewart, ex schermitrice canadese
- 26 luglio - Emilio de Villota, ex pilota automobilistico spagnolo
- 27 luglio - Roger Abravanel, saggista italiano
- 27 luglio - Toqtar Oñğarbayulı Äwbäkirov, cosmonauta sovietico
- 27 luglio - Bernd Brunnhofer, autore di giochi tedesco
- 27 luglio - Donny the Punk, attivista statunitense († 1996)
- 27 luglio - Raimondo Galuppo, politico e dirigente sportivo italiano († 2025)
- 27 luglio - Gwynne Gilford, attrice statunitense
- 27 luglio - Haven Moses, ex giocatore di football americano statunitense
- 27 luglio - Rolando Nannicini, politico italiano
- 27 luglio - Alberto Rinaldi, ex giocatore di baseball e allenatore di baseball italiano
- 27 luglio - Gianni Sassaroli, calciatore italiano († 1989)
- 27 luglio - Rade Šerbedžija, attore, poeta e musicista croato
- 27 luglio - Dino Turcato, ex sollevatore italiano
- 28 luglio - Maurizio Boldrini, giornalista e scrittore italiano
- 28 luglio - Guido Caroselli, meteorologo, giornalista e conduttore televisivo italiano
- 28 luglio - Maura Palazzi, storica italiana († 2025)
- 28 luglio - Felice Salina, ex ciclista su strada italiano
- 28 luglio - Vincenzo Sparagna, editore e giornalista italiano
- 28 luglio - Alberto Tafner, giornalista italiano
- 28 luglio - Willie Williams, ex cestista statunitense
- 29 luglio - Stig Blomqvist, ex pilota di rally svedese
- 29 luglio - Bill Forsyth, regista e sceneggiatore scozzese
- 29 luglio - Alessandro Gogna, alpinista italiano
- 29 luglio - Jean-Paul Huchon, funzionario e politico francese
- 29 luglio - Robert LuPone, attore statunitense († 2022)
- 29 luglio - Roberto Quadalti, ex calciatore italiano
- 29 luglio - Aleksei Tammiste, ex cestista sovietico
- 29 luglio - Mária Tressel, ex ginnasta ungherese
- 30 luglio - David Allen, astronomo britannico († 1994)
- 30 luglio - Italo Michele Battafarano, germanista, filologo e traduttore italiano
- 30 luglio - Neil Bonnett, pilota automobilistico statunitense († 1994)
- 30 luglio - Roberto Cosulich, scacchista italiano
- 30 luglio - John Deans, ex calciatore scozzese
- 30 luglio - Jeffrey Hammond, bassista britannico
- 30 luglio - Gennadij Ivančenko, ex sollevatore sovietico
- 30 luglio - Ferdinand Keller, calciatore tedesco († 2023)
- 30 luglio - Barbara Kopple, regista e produttrice cinematografica statunitense
- 30 luglio - Mario Pérez Guadarrama, ex calciatore messicano
- 30 luglio - Ada Spadoni Urbani, politica italiana
- 31 luglio - Allan Clarke, ex calciatore e allenatore di calcio inglese
- 31 luglio - Giacomo De Ghislanzoni Cardoli, politico italiano
- 31 luglio - Chris Dennis, polistrumentista britannico
- 31 luglio - Karen Zerby, religiosa statunitense
- 31 luglio - Ecaterina Iencic-Stahl, schermitrice rumena († 2009)
- 31 luglio - Gary Lewis, batterista e cantante statunitense
- 31 luglio - Heorhij Černjavs'kyj, politico e diplomatico ucraino